# 塩谷鵜平
塩谷 鵜平（えんや うへい、1877年（明治10年）5月30日 - 1940年（昭和15年）12月8日）は、日本の俳人。本名は熊蔵、のちに宇平。別号に芋坪舎、華園など。農業。岐阜県稲葉郡鏡島村（現在の岐阜市）出身。

## 経歴
岐阜県鏡島村の裕福な地主の家に生まれる。塩谷宇平の長男。1898年、東京専門学校（現在の早稲田大学）邦語政治科（現在の政治経済学部）卒業。農業を営む。俳句は中学から詠み始め、当初は正岡子規に師事しホトトギスに投句するも、新傾向俳句に移行していった河東碧梧桐に陶酔し、碧梧桐の門人となる。自身の句誌『壬子集』と合併する形で、碧梧桐が主宰する海紅に参加、自由律俳句を詠むようになる。海紅同人とともに、郷里の岐阜でも『鵜川』『俳薮』などの俳誌を次々と発行、とくに1913年に発行した個人誌『土』は生涯に渡って続けられた。岐阜日日新聞（現在の岐阜新聞）俳壇担当。1940年12月8日、64歳で没、翌年の1941年2月、海紅から鵜平追悼号が発行された。
なお、個人誌『土』の奥付には長く「発行所岐阜県在江崎しほのやウヘイ」と記されており、塩谷は「しおのや」が正しいと「近代俳人列伝第1巻」で上田都史が書いている。

## 人物
実家は代々続く大地主で資産家であり、鵜平自身も鏡島銀行（のちに現在の十六銀行に吸収合併）の頭取を務めた。碧梧桐に対する私財の提供や、作家の藤枝静男への援助、高浜虚子が経営する出版社、俳書堂が資金難に陥った際に支援するなど、その財力から自由律に限らず当時の俳人、文士のパトロン的な一面もあった。